# B The Beginning
B: The Beginning ist eine japanische Anime-Fernsehserie, die weltweit am 2. März 2018 auf Netflix veröffentlicht wurde.

## Handlung

### Vorgeschichte
Der Anime spielt in einer Zukunft, in welcher die Wissenschaftler versuchen den „perfekten Menschen“ zu züchten (Transhumanismus). Daraus erhoffen sie sich die Aufrechterhaltung des Friedens im Universum. Kurz vor ihrem Ziel wollen sie die „besseren und neuen Menschen“ noch einem weiteren Training unterziehen. Allerdings werden diese dabei von einer bösen Vereinigung entführt, die damit ihre eigenen Vorstellungen einer neuen Weltordnung, auch unter Einsatz von Gewalt, durchsetzen will.

### Haupthandlung
Als der Serienkiller „B“ auftaucht und eine mysteriöse Serienmordreihe in Cremona beginnt, kehrt Ermittler Keith Flick zur Sondereinheit der königlichen Polizei, der Royal Investigation Service (RIS), zurück. Bei seinen grausamen Morden hinterlässt der Täter an den Orten des Geschehens seine Signatur, die aus dem Buchstaben „B“ besteht. Gemeinsam mit der jungen Ermittlerin Lily Hoshina versucht er den Fall zu lösen. Dabei wird RIS allerdings auch Ziel von Anschlägen der Geheimgruppierung Market Maker und auch die Ermittler befinden sich in Gefahr. Keith glaubt, dass das alles mit seiner Vergangenheit und dem Mord an seiner jüngeren Schwester zusammenhängt. Zudem scheint der geheimnisvolle Junge Koku, den die Hoshinas zu Hause beherbergen etwas mit den Kriminalfällen zu tun haben.

## Produktion und Veröffentlichung
Die Serie wurde unter dem Arbeitstitel: Perfect Bones von Production I.G. in Japan produziert und erstmals am 2. März 2018 auf dem Video-on-Demand-Anbieter Netflix in mehreren Sprachen, darunter auch Deutsch, veröffentlicht. Das Studio hatte zuvor bereits Anime-Serien wie Ghost in the Shell, Attack on Titan und Psycho-Pass produziert. Am 25. Februar 2016 hat Netflix angekündigt und bekannt gegeben, dass sie in 190 Länder der Welt ausgestrahlt werden soll. Regie führte Kazuto Nakazawa und Yoshiki Yamakawa.

## Musik
Yoshihiro Ike komponierte die Musik im Anime. Das Opening The Perfect World wurde von Marty Friedman in Zusammenarbeit mit dem Man-with-a-Mission-Sänger Jean-Ken Johnny, dem Gitarristen KenKen und Kōji Fujimoto erstellt.

## Synchronisation
| Charakter          |                     |                       |                       |
| Charakter          | japanische Sprecher | englischer Sprecher   | deutscher Sprecher    |
| ------------------ | ------------------- | --------------------- | --------------------- |
| Kamui              | Kazuya Nakai        | Ben Diskin            | Robin Brosch          |
| Keith Kazama Flick | Hiroaki Hirata      | Ray Chase             | Sascha Draeger        |
| Koku               | Yūki Kaji           | Kyle McCarley         | Daniel Kirchberger    |
| Lily Hoshina       | Asami Seto          | Faye Mata             | Saskia Bellahn        |
| Eric Toga          | Hiroki Tōchi        | Jalen K. Cassell      | Mark Bremer           |
| Boris Meyer        | Minoru Inaba        | Doug Stone            | Wolf Frass            |
| Kaela Yoshinaga    | Ami Koshimizu       | Allegra Clark         | Daniela Reidies       |
| Brian Brandon      | Toshiyuki Toyonaga  | Khoi Dao              | Tim Kreuer            |
| Mario Luis Zurita  | Shintarō Tanaka     | Patrick Seitz         | Frank Logemann        |
| John Henry Richard | Atsushi Goto        | Keith Osterberg       | Thomas Kröger         |
| Gilbert Ross       | Toshiyuki Morikawa  | John DeMita           | Christos Topoulos     |
| Minatsuki          | Kaito Ishikawa      | Johnny Yong Bosch     | Robert Kotulla        |
| Yuna               | Satomi Satou        | Brianna Knickerbocker | Julia Fölster         |
| Laica              | Yuu Kitada          | Xander Mobus          | Mark Seidenberg       |
| Izanami            | Mitsuki Saiga       | Marianne Miller       | Merete Brettschneider |